# Ottavio
Ottavio  è un nome proprio di persona italiano maschile.

## Varianti
- Maschili: Ottavo
  - Alterati: Ottavino
- Femminili: Ottavia[1][3], Ottava
  - Alterati: Ottavina

### Varianti in altre lingue
- Catalano: Octavi
  - Femminili: Octàvia
- Francese: Octave
  - Femminili: Octavie
- Inglese: Octavius, Octavious
  - Femminili: Octavia[3][4]
- Latino: Octavius[1][2][4]
  - Femminili: Octavia[1][3][4]

- Polacco: Oktawiusz
  - Femminili: Oktawia
- Portoghese: Octávio[2]
  - Femminili: Octávia[3]
- Portoghese brasiliano: Otávio[2]
  - Femminili: Otávia[3]

- Russo: Октавий (Oktavij)
  - Femminili: Октавия (Oktavija)
- Spagnolo: Octavio[2]
  - Femminili: Octavia[3]
- Ungherese: Oktáv
  - Femminili: Oktávia

## Origine e diffusione
Deriva dal cognomen romano Octavius, che significa letteralmente "ottavo" (dall'aggettivo octavus, "ottavo"); in origine veniva attribuito o all'ottavogenito della famiglia oppure all'ottavo o più giovane fra diversi membri omonimi della stessa famiglia - qualora i loro praenomina e i loro nomina fossero ricorrenti nella genealogia familiare (cosa molto frequente in tempi antichi). La stessa logica, per maggior chiarezza, fa da sfondo anche ai nomi Primo, Secondo, Terzo, Quarto, Quinto, Sesto, Settimo, Nono e Decimo.
Il nome Ottaviano è un derivato di Ottavio.

## Onomastico
L'onomastico viene generalmente festeggiato il 20 novembre, in ricordo di sant'Ottavio, soldato della legione tebea, martire con Avventore e Solutore a Torino sotto Massimiano. Con questo nome si ricordano anche altri santi, alle date seguenti:
- 5 marzo, sant'Ottavio, martire in Africa[6]
- 22 marzo, sant'Ottaviano o Ottavio, arcidiacono, martire a Cartagine sotto Unerico[9]
- 1º giugno, sant'Ottavio, martire a Salonicco[6]
- 10 luglio, sant'Ottavio, martire ad Alessandria d'Egitto[6]
- 11 luglio, sant'Ottavio, martire a Roma[6]
- 11 novembre, sant'Ottavio, martire a Ravenna[6]

## Persone

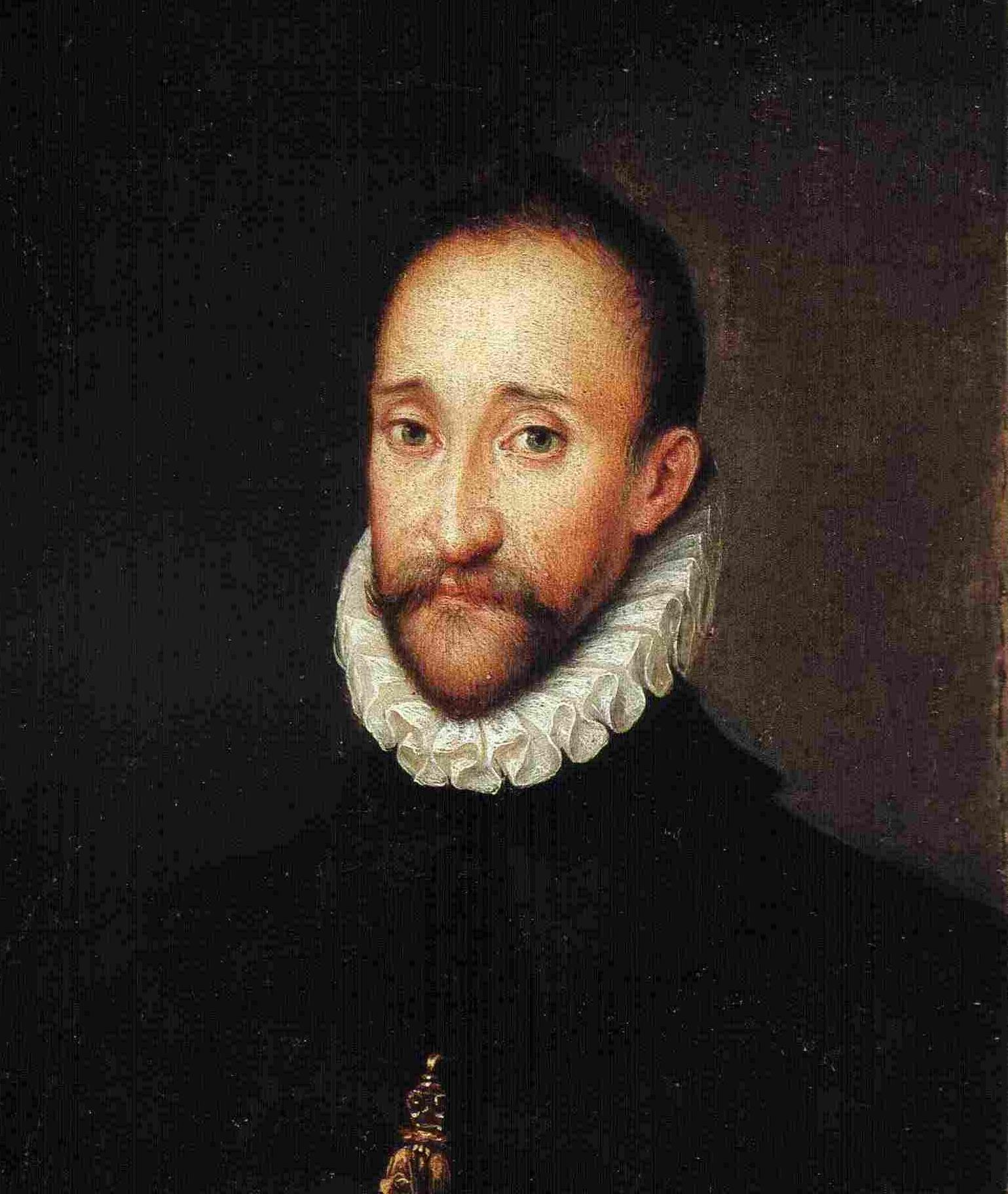
Ottavio Farnese

- Ottavio Assarotti, religioso e teologo italiano
- Ottavio Barbieri, calciatore e allenatore di calcio italiano
- Ottavio Baussano, pittore e scenografo italiano
- Ottavio Bertotti Scamozzi, architetto italiano
- Ottavio Bianchi, calciatore e allenatore di calcio italiano
- Ottavio Bottecchia, ciclista su strada italiano
- Ottavio Dantone, clavicembalista e direttore d'orchestra italiano
- Ottavio Farnese, duca di Parma e Piacenza
- Ottavio Missoni, stilista e atleta italiano
- Ottavio Rosati, regista e psicoanalista italiano
- Ottavio Gentile Oderico, doge della Repubblica di Genova
- Ottavio Rinuccini, poeta italiano

### Variante Octave

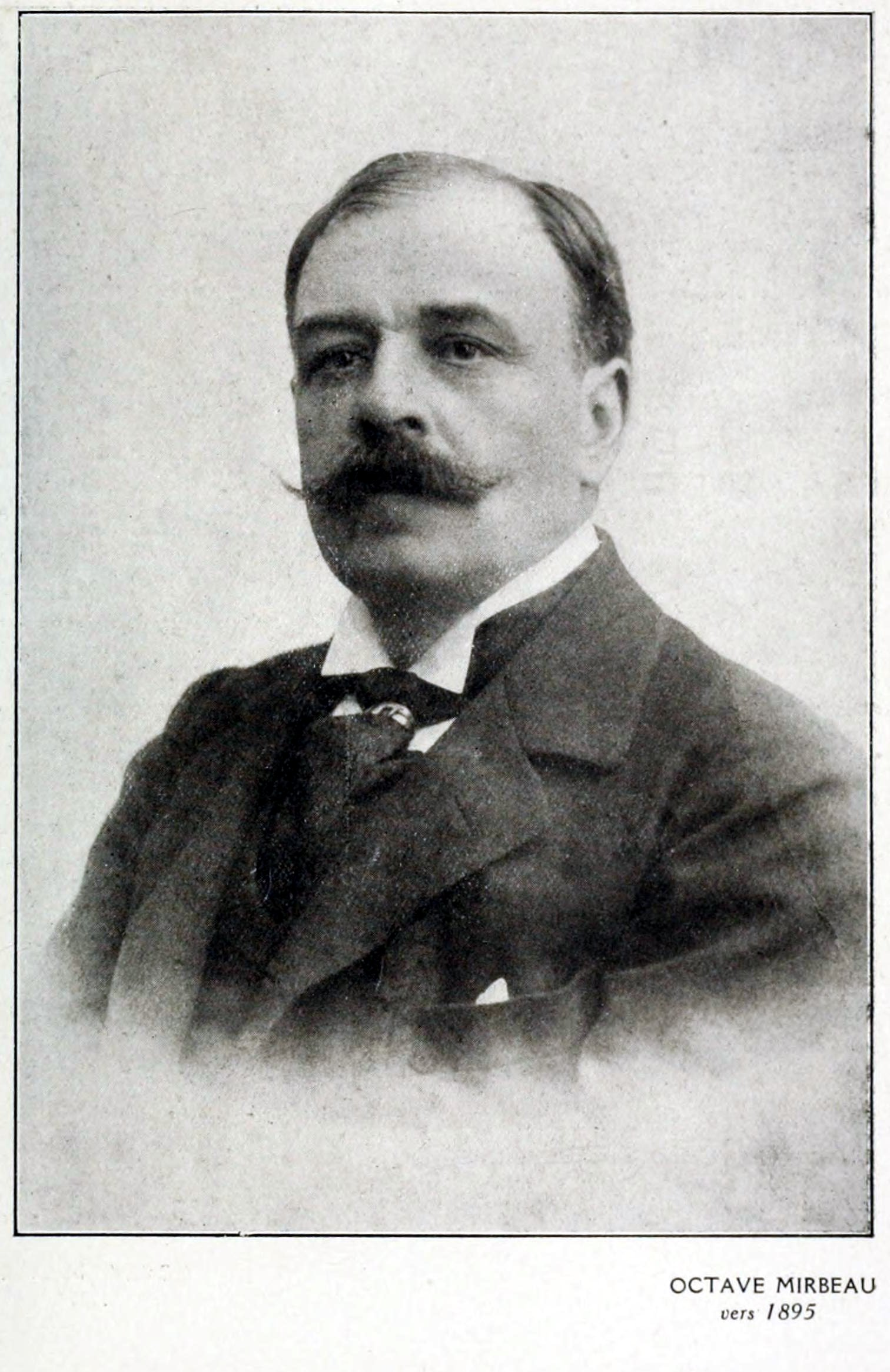
Octave Mirbeau

- Octave Chanute, ingegnere e aviatore francese naturalizzato statunitense
- Octave Feuillet, scrittore e drammaturgo francese
- Octave Hamelin, filosofo francese
- Octave Lapize, ciclista su strada, ciclocrossista e pistard francese
- Octave Maus, avvocato, scrittore e critico d'arte belga
- Octave Mirbeau, giornalista, critico d'arte, scrittore, libellista, romanziere e drammaturgo francese
- Octave Van Rysselberghe, architetto belga

### Variante Octavio

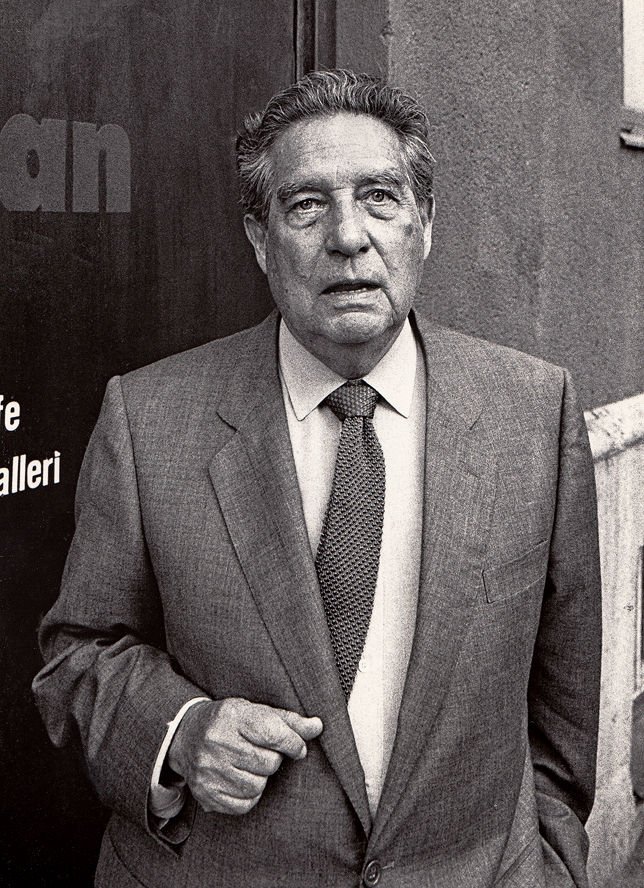
Octavio Paz

- Octavio Bartolucci, rugbista a 15 e politico argentino
- Octavio Antonio Beras Rojas, cardinale e arcivescovo cattolico dominicano
- Octavio Dazzan, ciclista su strada e pistard argentino naturalizzato italiano
- Octavio Díaz, calciatore argentino
- Octavio Fantoni, calciatore brasiliano naturalizzano italiano
- Octavio Lepage Barreto, politico venezuelano
- Octavio Ocampo, artista messicano
- Octavio Paz, diplomatico, poeta e scrittore messicano
- Octavio Valdez, calciatore messicano

### Altre varianti maschili

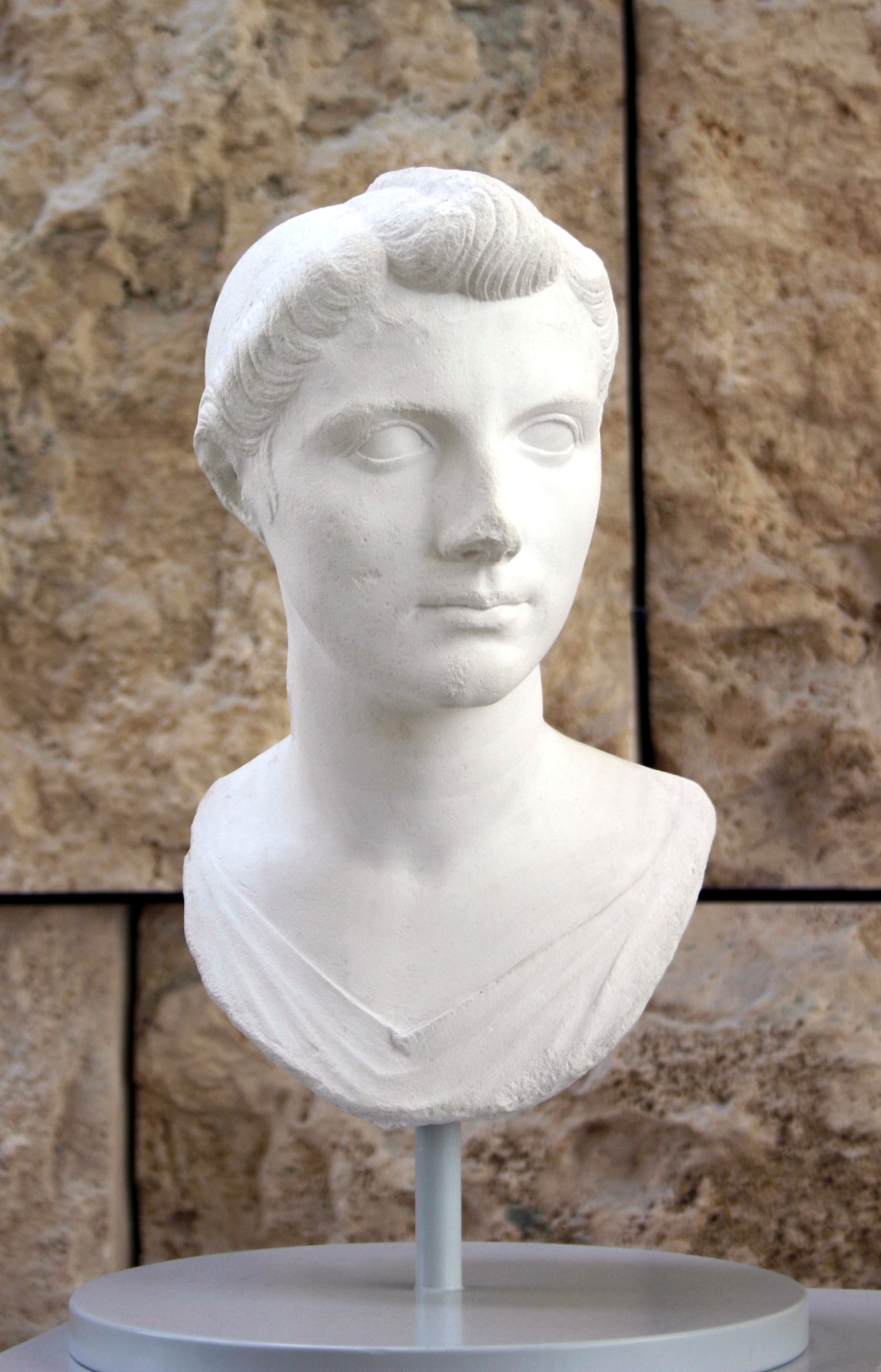
Ottavia minore

- Octávio Figueira Trompowsky de Almeida, scacchista brasiliano
- Octavious Freeman, atleta statunitense
- Octavius Pickard-Cambridge, aracnologo, entomologo e zoologo britannico

### Variante femminile Ottavia
- Claudia Ottavia, imperatrice romana, moglie di Nerone
- Ottavia minore, sorella di Ottaviano Augusto e moglie di Marco Antonio
- Ottavia Cestonaro, atleta italiana
- Ottavia Fusco, attrice teatrale e cantante italiana
- Ottavia Penna Buscemi, antifascista e politica italiana
- Ottavia Piccolo, attrice e doppiatrice italiana

### Variante femminile Octavia

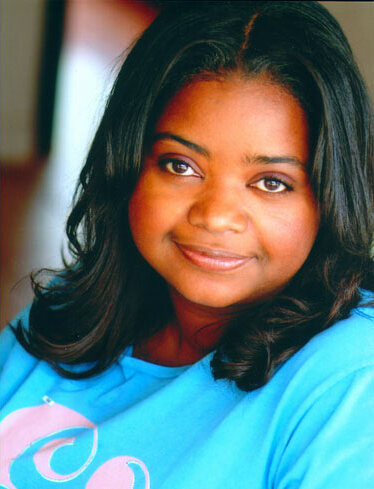
Octavia Spencer

- Octavia Blue, cestista e allenatrice di pallacanestro statunitense
- Octavia E. Butler, scrittrice statunitense
- Octavia Hill, filantropa e attivista britannica
- Octavia Spencer, attrice statunitense

## Il nome nelle arti
- Ottavia Taviani è un personaggio del telefilm Le tre rose di Eva.
- Ottavia Tomoe è un personaggio del manga e anime Sailor Moon.
- Octavia Blake è un personaggio del telefilm The 100.
- Octavia Goetia è un personaggio della webserie animata Helluva Boss.
- Ottavio è l'ottavo album del gruppo toscano Bandabardò uscito nel 2008